# New Romney
Pour les articles homonymes, voir Romney.

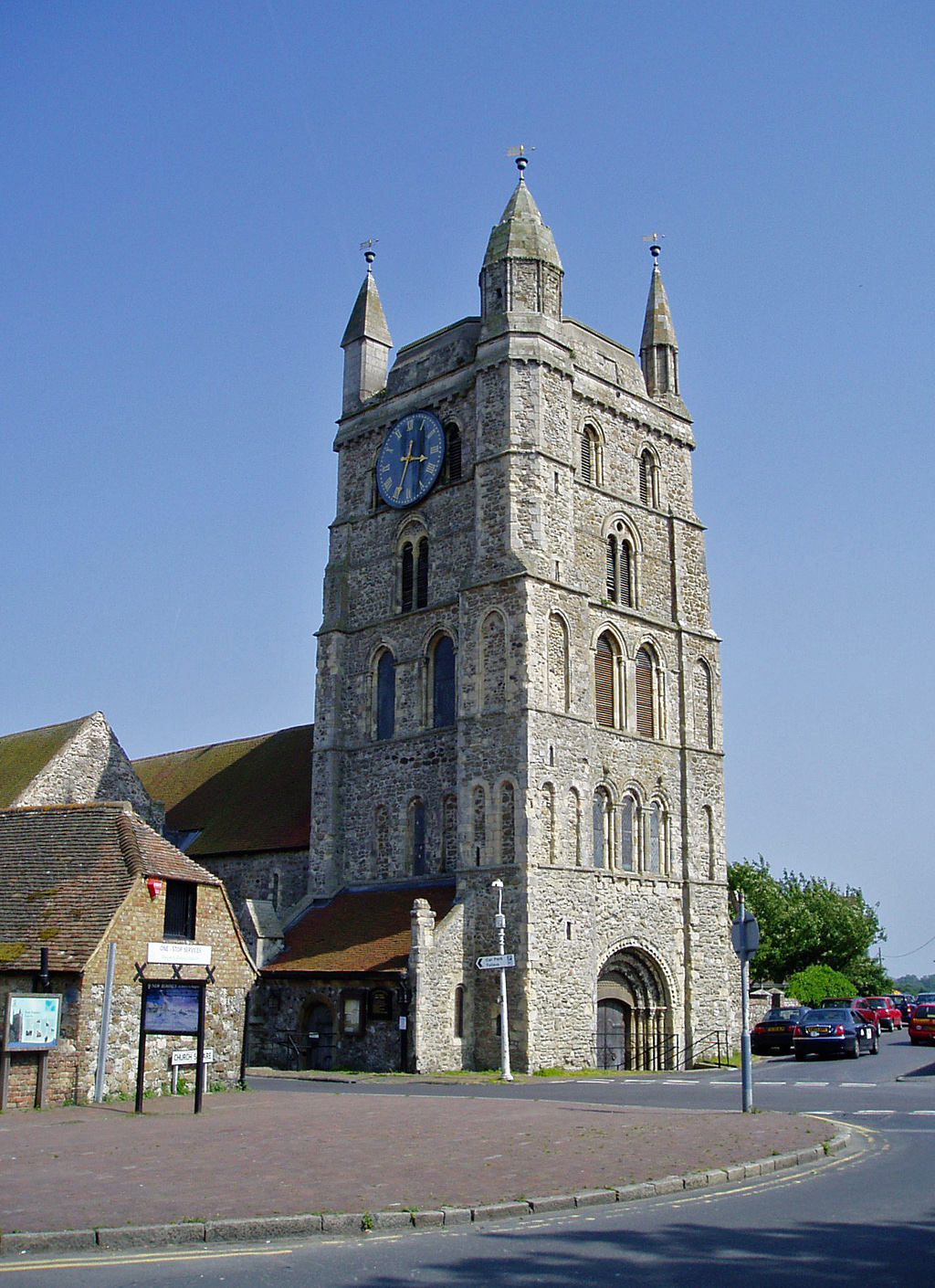
L'église de New Romney

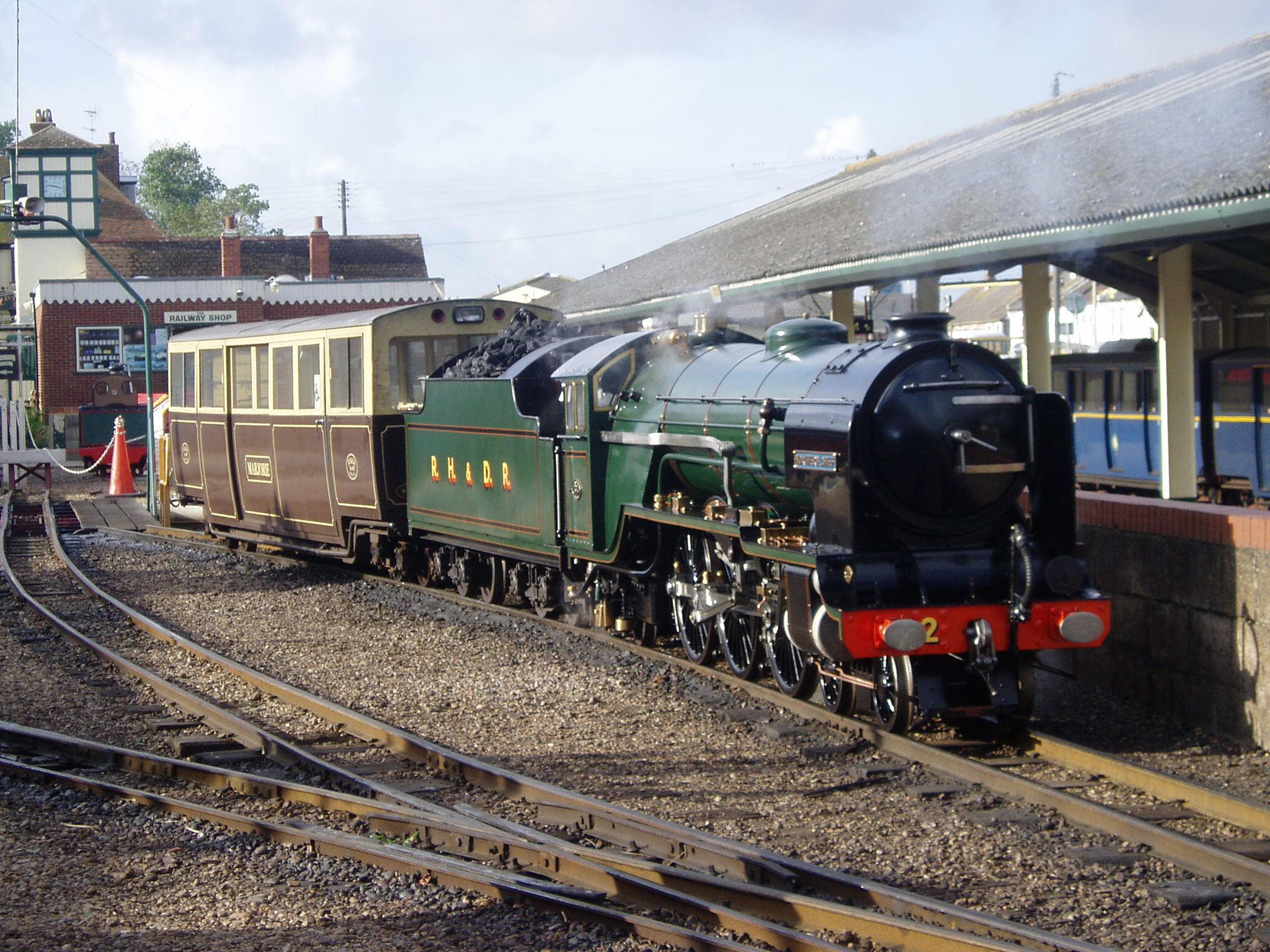
Un train à vapeur sur le Romney, Hythe and Dymchurch Railway, en gare New Romney

New Romney est une petite ville située dans le district de Folkestone and Hythe sur le bord du Romney Marsh. New Romney était autrefois un port de mer, est l'un des ports originaux des Cinq-Ports, bien que son importance ait diminué rapidement au cours des XIVe et XVe siècles après la perte du port. Aujourd'hui situé à environ un mile et demi du bord de mer. La ville est desservie par le chemin de fer touristique Romney, Hythe and Dymchurch Railway, qui connecte la ville avec Dymchurch et Hythe.

## Personnalités
Edith Nesbit (1858-1924), auteure de littérature pour l'enfance.